# France aux Jeux paralympiques d'hiver de 2018
La France participe aux Jeux paralympiques d'hiver de 2018 à Pyeongchang, en Corée du Sud, du 9 au 18 mars 2018. Il s'agit de la douzième participation de ce pays aux Jeux paralympiques d'hiver, la France ayant été présente à tous les Jeux.

## Délégation
L’équipe est composée de  douze athlètes et trois guides :
- en ski alpin : Arthur Bauchet, Marie Bochet, Jordan Broisin, Frédéric François et Yohann Taberlet ;
- en ski nordique (Biathlon + Ski de fond)  : Anthony Chalençon (et son guide Simon Valverde), Thomas Clarion (et son guide Antoine Bollet), Benjamin Daviet et Thomas Dubois (et son guide Bastien Sauvage) ;
- en snowboard : Cécile Hernandez, Maxime Montaggioni et Julien Roulet.

Lors de la cérémonie d’ouverture, le drapeau français est porté par Marie Bochet.

## Médaillés
| Sport                   | Discipline                   | Athlète(s)                 | Catégorie | Performance   | Date    |
| Médailles d'or : 7      |                              |                            |           |               |         |
| Ski alpin               | Descente femmes, debout      | Marie Bochet               | LW6/8-2   | 1 min 30 s 30 | 10 mars |
| Ski alpin               | Super G femmes, debout       | Marie Bochet               | LW6/8-2   | 1 min 32 s 83 | 11 mars |
| Ski alpin               | Slalom Géant femmes, debout  | Marie Bochet               | LW6/8-2   | 2 min 22 s 92 | 14 mars |
| Ski alpin               | Slalom femmes, debout        | Marie Bochet               | LW6/8-2   | 1 min 55 s 46 | 18 mars |
| Biathlon                | 7,5 km hommes, debout        | Benjamin Daviet            | LW2       | 17 min 56 s 6 | 10 mars |
| Biathlon                | 12,5 km hommes, debout       | Benjamin Daviet            | LW2       | 35 min 25 s 3 | 13 mars |
| Ski de fond             | Relais ouvert 4x2,5 km       | Benjamin Daviet            | LW2       | 22 min 46 s 6 | 18 mars |
| Ski de fond             | Relais ouvert 4x2,5 km       | Anthony Chalencon          | B1        | 22 min 46 s 6 | 18 mars |
| Ski de fond             | Relais ouvert 4x2,5 km       | Thomas Clarion             | B1        | 22 min 46 s 6 | 18 mars |
| Médailles d'argent : 8  |                              |                            |           |               |         |
| Ski alpin               | Descente hommes, debout      | Arthur Bauchet             | LW3       | 1 min 26 s 29 | 10 mars |
| Ski alpin               | Super-G hommes, debout       | Arthur Bauchet             | LW3       | 1 min 26 s 64 | 11 mars |
| Ski alpin               | Super Combiné hommes, debout | Arthur Bauchet             | LW3       | 2 min 10 s 88 | 13 mars |
| Ski alpin               | Slalom hommes, debout        | Arthur Bauchet             | LW3       | 1 min 36 s 50 | 17 mars |
| Ski alpin               | Super Combiné hommes, assis  | Frédéric François          | LW11      | 2 min 12 s 91 | 13 mars |
| Ski de fond             | 20 km hommes, debout         | Benjamin Daviet            | LW2       | 46 min 48 s 9 | 12 mars |
| Biathlon                | 15 km hommes, debout         | Benjamin Daviet            | LW2       | 43 min 50 s 5 | 16 mars |
| Snowboard               | Banked Slalom femmes         | Cécile Hernandez-Cervellon | LL1       | 56 s 53       | 16 mars |
| Médailles de bronze : 5 |                              |                            |           |               |         |
| Ski alpin               | Super-G hommes, assis        | Frédéric François          | LW11      | 1 min 26 s 98 | 11 mars |
| Ski alpin               | Slalom hommes, assis         | Frédéric François          | LW11      | 1 min 42 s 03 | 17 mars |
| Ski de fond             | 20 km hommes, malvoyant      | Thomas Clarion             | B1        | 47 min 24 s 4 | 12 mars |
| Ski de fond             | 15 km hommes, malvoyant      | Anthony Chalencon          | B1        | 46 min 32 s 8 | 16 mars |
| Snowboard               | Snowboard - Cross femmes     | Cécile Hernandez-Cervellon | LL1       | 3e            | 12 mars |

## Les sports

### Ski alpin

#### Sélection
| Homme(s)                                                                                            | Femme(s)                 |
| --------------------------------------------------------------------------------------------------- | ------------------------ |
| - Arthur Bauchet (LW3) - Frédéric François (LW11) - Jordan Broisin (LW4) - Yohann Taberlet (LW12-1) | - Marie Bochet (LW6/8-2) |

#### Résultat(s)
| Athlète           | Catégorie      | Épreuves      | Course 1      | Course 1 | Course 2 | Course 2 | Finale        | Finale |
| Athlète           | Catégorie      | Épreuves      | Temps         | Rang     | Temps    | Rang     | Temps         | Rang   |
| ----------------- | -------------- | ------------- | ------------- | -------- | -------- | -------- | ------------- | ------ |
| Arthur Bauchet    | LW3 - Debout   | Descente      | NC            | NC       | NC       | NC       | 1 min 26 s 29 |        |
| Arthur Bauchet    | LW3 - Debout   | Super G       | NC            | NC       | NC       | NC       | 1 min 26 s 64 |        |
| Arthur Bauchet    | LW3 - Debout   | Slalom Géant  | 1 min 06 s 40 | 2e       | NC       | NC       | NC            | DNF    |
| Arthur Bauchet    | LW3 - Debout   | Slalom        | 48 s 54       | 2e       | 47 s 96  | 2e       | 1 min 36 s 50 |        |
| Arthur Bauchet    | LW3 - Debout   | Super Combiné | 1 min 24 s 90 | 1er      | 45 s 98  | 2e       | 2 min 10 s 88 |        |
| Frédéric François | LW11 - Assis   | Descente      | NC            | NC       | NC       | NC       | 1 min 26 s 82 | 6e     |
| Frédéric François | LW11 - Assis   | Super G       | NC            | NC       | NC       | NC       | 1 min 26 s 98 |        |
| Frédéric François | LW11 - Assis   | Slalom Géant  | 1 min 11 s 19 | 13e      | NC       | NC       | NC            | DNF    |
| Frédéric François | LW11 - Assis   | Slalom        | 51 s 53       | 4e       | 50 s 50  | 1er      | 1 min 42 s 03 |        |
| Frédéric François | LW11 - Assis   | Super Combiné | 1 min 25 s 08 | 2e       | 47 s 83  | 3e       | 2 min 12 s 91 |        |
| Jordan Broisin    | LW4 - Debout   | Descente      | NC            | NC       | NC       | NC       | 1 min 30 s 74 | 14e    |
| Jordan Broisin    | LW4 - Debout   | Super G       | NC            | NC       | NC       | NC       | 1 min 32 s 57 | 20e    |
| Jordan Broisin    | LW4 - Debout   | Slalom Géant  | NC            | NC       | NC       | NC       | NC            | DNF    |
| Jordan Broisin    | LW4 - Debout   | Slalom        | 56 s 52       | 15e      | 54 s 14  | 13e      | 1 min 50 s 66 | 14e    |
| Jordan Broisin    | LW4 - Debout   | Super Combiné | 1 min 29 s 81 | 11e      | NC       | NC       | NC            | DNF    |
| Yohann Taberlet   | LW12-1 - Assis | Descente      | NC            | NC       | NC       | NC       | 1 min 26 s 23 | 4e     |
| Yohann Taberlet   | LW12-1 - Assis | Super G       | NC            | NC       | NC       | NC       | 1 min 27 s 46 | 6e     |
| Yohann Taberlet   | LW12-1 - Assis | Slalom Géant  | NC            | NC       | NC       | NC       | NC            | DNF    |
| Yohann Taberlet   | LW12-1 - Assis | Slalom        | NC            | NC       | NC       | NC       | NC            | DNF    |
| Yohann Taberlet   | LW12-1 - Assis | Super Combiné | 1 min 27 s 30 | 8e       | 49 s 40  | 7e       | 2 min 16 s 70 | 5e     |

| Athlète      | Catégorie        | Épreuves      | Course 1      | Course 1 | Course 2      | Course 2 | Finale        | Finale |
| Athlète      | Catégorie        | Épreuves      | Temps         | Rang     | Temps         | Rang     | Temps         | Rang   |
| ------------ | ---------------- | ------------- | ------------- | -------- | ------------- | -------- | ------------- | ------ |
| Marie Bochet | LW6/8-2 - Debout | Descente      | NC            | NC       | NC            | NC       | 1 min 30 s 30 |        |
| Marie Bochet | LW6/8-2 - Debout | Super G       | NC            | NC       | NC            | NC       | 1 min 32 s 83 |        |
| Marie Bochet | LW6/8-2 - Debout | Slalom Géant  | 1 min 12 s 04 | 1re      | 1 min 10 s 88 | 1re      | 2 min 22 s 92 |        |
| Marie Bochet | LW6/8-2 - Debout | Slalom        | 55 s 18       | 1re      | 1 min 00 s 28 | 1re      | 1 min 55 s 46 |        |
| Marie Bochet | LW6/8-2 - Debout | Super Combiné | NC            | NC       | NC            | NC       | NC            | DNF    |

Légende : DNF (Did not finish)= n'a pas terminé l'épreuve

### Ski nordique

#### Biathlon

##### Sélection
| Homme(s)                                                              | Femme(s) |
| --------------------------------------------------------------------- | -------- |
| - Anthony Chalencon (B1) - Benjamin Daviet (LW2) - Thomas Dubois (B1) | - aucune |

##### Résultat(s)
| Athlète(s)                               | Catégorie      | Épreuve(s) | Pénalité(s) | Temps         | Rang |
| ---------------------------------------- | -------------- | ---------- | ----------- | ------------- | ---- |
| Anthony Chalencon Guide : Simon Valverde | B1 - Malvoyant | 7,5 km     | 3 (1+2)     | 23 min 47 s 8 | 11e  |
| Anthony Chalencon Guide : Simon Valverde | B1 - Malvoyant | 12,5 km    | 3 (1+0+1+1) | 42 min 12 s 0 | 5e   |
| Anthony Chalencon Guide : Simon Valverde | B1 - Malvoyant | 15 km      | 0 (0+0+0+0) | 46 min 32 s 8 |      |
| Benjamin Daviet                          | LW2 - Debout   | 7,5 km     | 0 (0+0)     | 17 min 56 s 6 |      |
| Benjamin Daviet                          | LW2 - Debout   | 12,5 km    | 1 (0+0+0+1) | 35 min 25 s 3 |      |
| Benjamin Daviet                          | LW2 - Debout   | 15 km      | 1 (0+0+1+0) | 43 min 50 s 5 |      |
| Thomas Dubois Guide : Bastien Sauvage    | B1 - Malvoyant | 7,5 km     | 4 (3+1)     | 24 min 04 s 3 | 13e  |
| Thomas Dubois Guide : Bastien Sauvage    | B1 - Malvoyant | 12,5 km    | 9 (3+3+3+0) | 50 min 53 s 0 | 11e  |
| Thomas Dubois Guide : Bastien Sauvage    | B1 - Malvoyant | 15 km      | 2 (0+1+0+1) | 51 min 15 s 0 | 9e   |

#### Ski de fond
Les athlètes, en plus de leurs performances personnelles, vont participer au relais ouvert.
Le relai ouvert est une course de 4x2,5km, les équipes doivent être composées d'au moins deux athlètes.
L'équipe française est composée de Benjamin Daviet ; Thomas Clarion et son guide Antoine Bollet ; et Anthony Chalençon et son guide Simon Valverde.
Le premier et le troisième 2,5 km sont couru par Benjamin Daviet, le deuxième 2,5 km est couru par Anthony Chalençon, et le quatrième et dernier 2,5 km est couru par Thomas Clarion.

##### Sélection
| Homme(s)                                                                                    | Femme(s) |
| ------------------------------------------------------------------------------------------- | -------- |
| - Anthony Chalençon (B1) - Thomas Clarion (B1) - Benjamin Daviet (LW2) - Thomas Dubois (B1) | - aucune |

##### Résultat(s)
| Athlètes                                 | Catégorie      | Épreuve(s)    | Qualifications | Qualifications | Demi-Finales | Demi-Finales | Finale        | Finale |
| Athlètes                                 | Catégorie      | Épreuve(s)    | Temps          | Rang           | Temps        | Rang         | Temps         | Rang   |
| ---------------------------------------- | -------------- | ------------- | -------------- | -------------- | ------------ | ------------ | ------------- | ------ |
| Anthony Chalençon Guide : Simon Valverde | B1 - Malvoyant | Sprint 1,5 km | NC             | NC             | NC           | NC           | NC            | NC     |
| Anthony Chalençon Guide : Simon Valverde | B1 - Malvoyant | 10 km         | NC             | NC             | NC           | NC           | NC            | NC     |
| Anthony Chalençon Guide : Simon Valverde | B1 - Malvoyant | 20 km         | NC             | NC             | NC           | NC           | 52 min 17 s 3 | 7e     |
| Thomas Clarion Guide : Antoine Bollet    | B1 - Malvoyant | Sprint 1,5 km | 3 min 55 s 56  | 8e Q           | 4 min 43 s 8 | 4e (éliminé) | NC            | NC     |
| Thomas Clarion Guide : Antoine Bollet    | B1 - Malvoyant | 10 km         | NC             | NC             | NC           | NC           | 25 min 01 s 1 | 4e     |
| Thomas Clarion Guide : Antoine Bollet    | B1 - Malvoyant | 20 km         | NC             | NC             | NC           | NC           | 47 min 24 s 4 |        |
| Benjamin Daviet                          | LW2 - Debout   | Sprint 1,5 km | NC             | NC             | NC           | NC           | NC            | NC     |
| Benjamin Daviet                          | LW2 - Debout   | 10 km         | NC             | NC             | NC           | NC           | NC            | NC     |
| Benjamin Daviet                          | LW2 - Debout   | 20 km         | NC             | NC             | NC           | NC           | 46 min 48 s 9 |        |
| Thomas Dubois Guide : Bastien Sauvage    | B1 - Malvoyant | Sprint 1,5 km | 4 min 06 s 73  | 11e (éliminé)  | NC           | NC           | NC            | NC     |
| Thomas Dubois Guide : Bastien Sauvage    | B1 - Malvoyant | 10 km         | NC             | NC             | NC           | NC           | 27 min 37 s 0 | 10e    |
| Thomas Dubois Guide : Bastien Sauvage    | B1 - Malvoyant | 20 km         | NC             | NC             | NC           | NC           | NC            | NC     |

| Athlètes                                 | Épreuve               | Temps         | Rang |
| ---------------------------------------- | --------------------- | ------------- | ---- |
| Benjamin Daviet                          | Relais Ouvert 4x2,5km | 22 min 46 s 6 |      |
| Anthony Chalençon Guide : Simon Valverde | Relais Ouvert 4x2,5km | 22 min 46 s 6 |      |
| Thomas Clarion Guide : Antoine Bollet    | Relais Ouvert 4x2,5km | 22 min 46 s 6 |      |

### Snowboard

#### Sélection
| Homme(s)                                       | Femme(s)                  |
| ---------------------------------------------- | ------------------------- |
| - Maxime Montaggioni (UL) - Julien Roulet (UL) | - Cécile Hernandez (LL-1) |

Blessé à un ligament du genou Maxime Montaggioni a annoncé le dimanche 11 mars 2018 au soir qu'il déclarait forfait. 

#### Résultat(s)
| Athlète(s)       | Catégorie | Épreuve(s)             | Qualifications | Qualifications | Qualifications | Huitièmes de finale | Huitièmes de finale | Quarts de finale | Quarts de finale | Demi Finales | Demi Finales | Finale |
| Athlète(s)       | Catégorie | Épreuve(s)             | Course 1       | Course 2       | Rang           | Série               | Rang                | Série            | Rang             | Série        | Rang         | Finale |
| ---------------- | --------- | ---------------------- | -------------- | -------------- | -------------- | ------------------- | ------------------- | ---------------- | ---------------- | ------------ | ------------ | ------ |
| Julien Roulet    | UL        | Snowboard Cross hommes | 1 min 06 s 08  | 1 min 06 s 13  | 14e Q          | 5                   | 2e (éliminé)        | NC               | NC               | NC           | NC           | NC     |
| Cécile Hernandez | LL-1      | Snowboard Cross femmes | 1 min 10 s 4   | 1 min 09 s 9   | 1re Q          | NC                  | NC                  | NC               | NC               | 1            | 2e PF        |        |

Légende : Q = Qualifié(e) ; PF = Qualifié(e) pour la Petite Finale (3e et 4e places)
| Athlète(s)       | Catégorie | Épreuve(s)           | Course 1      | Course 2      | Course 3      | �Meilleur     | Rang |
| ---------------- | --------- | -------------------- | ------------- | ------------- | ------------- | ------------- | ---- |
| Julien Roulet    | UL        | Banked Slalom hommes | 0 min 58 s 47 | 0 min 58 s 67 | 0 min 58 s 31 | 0 min 58 s 31 | 16e  |
| Cécile Hernandez | LL-1      | Banked Slalom femmes | 1 min 02 s 64 | 1 min 00 s 23 | 0 min 56 s 53 | 0 min 56 s 53 |      |